# Colomba (film)
Colomba er en tysk stumfilm fra 1918 af Arzén von Cserépy.

## Medvirkende
- Erna Morena som Colomba
- Alfred Abel som Juan
- Maria Forescu
- Hilde Garden
- Valeska Gert